# ظرفیت خازنی کوانتومی
ظرفیت خازنی کوانتومی ،  که ظرفیت شیمیایی  و ظرفیت الکتروشیمیایی نیز  {\displaystyle C_{\bar {\mu }}}، نامیده می شود، کمیتی است که برای اولین بار توسط سرژ لوری (1988)،  معرفی شد و به عنوان تغییر بار الکتریکی {\displaystyle q} نسبت به تغییرات پتانسیل الکتروشیمیایی {\displaystyle {\bar {\mu }}}، تعریف می شود. یعنی {\displaystyle C_{\bar {\mu }}={\frac {dq}{d{\bar {\mu }}}}} . 
در ساده‌ترین مثال ممکن، اگر یک خازن صفحه موازی بسازید که در آن یکی یا هر دو صفحه‌ی خازن دارای چگالی حالت‌های کوچکی باشند، آنگاه ظرفیت خازن با فرمول معمولی خازن‌های صفحه موازی  {\displaystyle C_{e}} داده نمی‌شود. در عوض، ظرفیت کمتر از این مقدار خواهد بود، گویی خازن دیگر {\displaystyle C_{q}} به صورت سری با خازن {\displaystyle C_{e}} وجود دارد. علت این ظرفیت اضافی، چگالی حالت‌های‌ صفحات خازن است که ظرفیت خازنی کوانتومی را موجب می‌شود و با {\displaystyle C_{q}} نشان داده می شود. ظرفیت معادل، ظرفیت الکتروشیمیایی نامیده می شود. {\displaystyle {\frac {1}{C_{\bar {\mu }}}}={\frac {1}{C_{e}}}+{\frac {1}{C_{q}}}} .
ظرفیت کوانتومی به ویژه برای سیستم‌های با چگالی حالت‌های کوچک، مانند یک سیستم الکترونیکی دو بعدی در نیمه‌رسانا‌های مسطح یا در گرافین، مهم است و می‌توان از آن برای انجام آزمایش‌های کارکردی انرژی مربوط چگالی الکترونی استفاده کرد. 

## لینک های خارجی
- انتشارات گروه الکترونیک الکترونیک DL John، LC Castro و DL Pulfrey "خازن کوانتومی در مدل سازی دستگاه های نانومقیاس".
- ECE 453 Lecture 30: Quantum Capacitance